# Compagnie générale transaérienne
Pour les articles homonymes, voir CGT.
La Compagnie générale transaérienne (CGT) est une compagnie aérienne française ancêtre d'Air France. Créée en 1909, c'est la première entreprise commerciale constituée dans le but de transporter des passagers.

## Utiliser les dirigeables Astra
En 1908, la Société Astra de Constructions Aéronautiques, financée par Henry Deutsch de la Meurthe, entreprit la construction d’un hangar à dirigeables dans le Parc de la Chiennerie, à Nancy. Un autre hangar fut mis en chantier à Beauval, près de Meaux, l’idée étant de créer une ligne aérienne entre Paris et Nancy à l’occasion de l’Exposition Internationale de l’Est qui devait se tenir à Nancy du 1er mai au 31 octobre 1909. L’aérostat prévu pour cette manifestation était le Ville de Bordeaux, qu’Astra n’était pas parvenu à vendre à l’occasion de l’Exposition de la Locomotion Aérienne de décembre 1909. Il fut donc rebaptisé Ville de Nancy, mais avait besoin de modifications pour pouvoir assurer des vols commerciaux, 14 passagers devant prendre place à bord. Il ne fut achevé que le 27 juin et gagna Nancy en juillet. Jusque fin octobre il assura des vols au-dessus de la Lorraine. Ce sont les premiers voyages aériens commerciaux réalisés en France. Le 10 octobre 1909 était officiellement constituée la Compagnie générale transaérienne. Société Anonyme au capital de 5 millions de francs, elle avait son siège social au 28 avenue Carnot, à Paris (17e). Gabriel Arnaud en était le directeur général et Frédéric Airault le directeur technique.

## Des vols de tourisme en France et en Suisse
Le climat hivernal de Nancy ne se prêtant pas à son exploitation, le Ville de Nancy fut ensuite ramené chez Astra et modifié, tandis qu’on lui cherchait d’autres emplois. La proximité de Biarritz et de sa riche clientèle incita la CGT à construire à Pau un hangar voisinant avec les écoles de pilotage Wright et Blériot. Rebaptisé Ville de Pau, le dirigeable Astra y reprit ses activités le 2 avril 1910, tandis que s’achevait à Lucerne la construction de la première station de dirigeables implantée en Suisse avec la participation de Henry Kapférer et de la CGT. La première ascension y eut lieu le 24 juillet 1910 par Ville de Pau, bien entendu rebaptisé Ville de Lucerne. Ce dirigeable va alors passer l’été en Suisse et l’hiver à Pau, changeant de nom au gré des circonstances. 
En 1912, le syndicat d’initiative de Biarritz concéda à la Compagnie générale transaérienne le droit d’occuper un hangar à construire au bord du lac Mouriscot ainsi qu’un plan incliné pour la mise à l’eau des hydravions qu’il abritera.
Le déclenchement de la Première Guerre mondiale suspend les activités de la CGT, qui reprit ses vols de tourisme à la fin des hostilités en réalisant une trentaine de vols de tourisme en dirigeables entre Le Havre et Deauville.

## La ligne Paris-Londres
Au cours de l’été 1919 une grève paralyse l’acheminement du courrier en France et la direction de la CGT y voit une occasion. Un accord est rapidement trouvé avec la société britannique Air Transport & Travel, cinq Nieuport 28 sont rapidement modifiés et le 25 août 1919 est inauguré le premier service postal aérien international entre Le Bourget (Paris) et Hounslow (Londres). Il fonctionnera jusqu’en 1921. 
Du transport postal au transport de passagers il n’y avait qu’un pas et début 1920 la CGT mettait en service entre Paris et Londres la berline de transport Nieuport-Delage NiD.30T, capable d’emporter 4 passagers. Sept NiD.30T furent mis en service, immatriculés F-CGTx selon la pratique de l’époque. Le trajet de 2h 10 min coûtait 800 francs (1 500 francs pour un aller-retour). Il pouvait être acheté dans une agence installée 118 Avenue des Champs-Élysées, chez Air Transport & Travel à Londres, ou dans les agences de voyages Cook et American Express. 
En 1921, la Compagnie générale transaérienne fut cédée aux Messageries aériennes, premier acte d’une série de regroupements qui allaient aboutir à la création d’Air France en 1933.